# Jorge Benguché
Jorge Renán „Toro” Benguché Ramírez (ur. 21 maja 1996 w Olanchito) – honduraski piłkarz grający na pozycji środkowego napastnika w klubie CD Olimpia. Uczestnik Letnich Igrzysk Olimpijskich 2020.

## Kariera klubowa

### CD Olimpia
Benguché zadebiutował dla CD Olimpii 13 października 2014 w meczu z CD Victoria (wyg. 3:0), zdobywając wtedy również swoją pierwszą bramkę. Ostatecznie w barwach CD Olimpii Honduranin wystąpił 83 razy, zdobywając 35 bramek.

### Juticalpa FC
Benguché został wypożyczony do Juticalpy FC 1 lipca 2015. Debiut dla tego zespołu zaliczył on 9 sierpnia 2015 w wygranym 2:0 spotkaniu przeciwko Realowi CD España. Łącznie dla Juticalpy FC Honduranin rozegrał 8 meczów, nie strzelając żadnego gola.

### Lobos UPNFM
Benguché wypożyczono do Lobos UPNFM 1 stycznia 2018. Zadebiutował on dla tego klubu 28 stycznia 2018 w meczu z CDS Vida (wyg. 2:1). Pierwszego gola piłkarz ten strzelił 8 lutego 2018 w starciu przeciwko Realowi CD España (wyg. 0:1). Ostatecznie w barwach Lobos UPNFM Honduranin wystąpił 31 razy, zdobywając 12 bramek.

### Boavista FC
Benguché przyszedł na wypożyczenie do Boavisty FC 17 sierpnia 2020. Debiut dla tego zespołu zaliczył on 19 września 2020 w zremisowanym 3:3 spotkaniu przeciwko CD Nacional. Łącznie dla Boavisty FC Honduranin rozegrał 14 meczów, nie strzelając żadnego gola.

### Cerro Largo FC
Benguché został wypożyczony do Cerro Largo FC 5 stycznia 2022. Zadebiutował on dla tego klubu 5 lutego 2022 w meczu z Montevideo City Torque (1:1).

## Kariera reprezentacyjna
| Mecze i gole w reprezentacji | Mecze i gole w reprezentacji | Mecze i gole w reprezentacji | Mecze i gole w reprezentacji | Mecze i gole w reprezentacji | Mecze i gole w reprezentacji | Mecze i gole w reprezentacji | Mecze i gole w reprezentacji     |
| Honduras U-23                | Honduras U-23                | Honduras U-23                | Honduras U-23                | Honduras U-23                | Honduras U-23                | Honduras U-23                | Honduras U-23                    |
| Lp.                          | Data                         | Miejsce                      | Gospodarz                    | Gość                         | Wynik                        | Gol                          | Rozgrywki                        |
| ---------------------------- | ---------------------------- | ---------------------------- | ---------------------------- | ---------------------------- | ---------------------------- | ---------------------------- | -------------------------------- |
| 1.                           | 22.07.2021                   | Kashima                      | Rumunia U-23                 | Honduras U-23                | 1:0                          |                              | Letnie Igrzyska Olimpijskie 2020 |
| 2.                           | 25.07.2021                   | Kashima                      | Nowa Zelandia U-23           | Honduras U-23                | 2:3                          |                              | Letnie Igrzyska Olimpijskie 2020 |
| Honduras                     |                              |                              |                              |                              |                              |                              |                                  |
| Lp.                          | Data                         | Miejsce                      | Gospodarz                    | Gość                         | Wynik                        | Gol                          | Rozgrywki                        |
| 1.                           | 06.09.2019                   | Tegucigalpa                  | Honduras                     | Portoryko                    | 4:0                          | Gol · Gol                    | Mecz towarzyski                  |
| 2.                           | 11.09.2019                   | San Pedro Sula               | Honduras                     | Chile                        | 2:1                          |                              | Mecz towarzyski                  |
| 3.                           | 15.11.2019                   | Fort-de-France               | Martynika                    | Honduras                     | 1:1                          |                              | Liga Narodów CONCACAF 2019/2020  |
| 4.                           | 24.03.2021                   | Żodzino                      | Białoruś                     | Honduras                     | 1:1                          |                              | Mecz towarzyski                  |
| 5.                           | 07.06.2021                   | Denver                       | Kostaryka                    | Honduras                     | 2:2 (4:5 p.r.k.)             |                              | Liga Narodów CONCACAF 2019/2020  |
| 6.                           | 13.06.2021                   | Atlanta                      | Meksyk                       | Honduras                     | 0:0                          |                              | Mecz towarzyski                  |